# 로물루스와 레무스

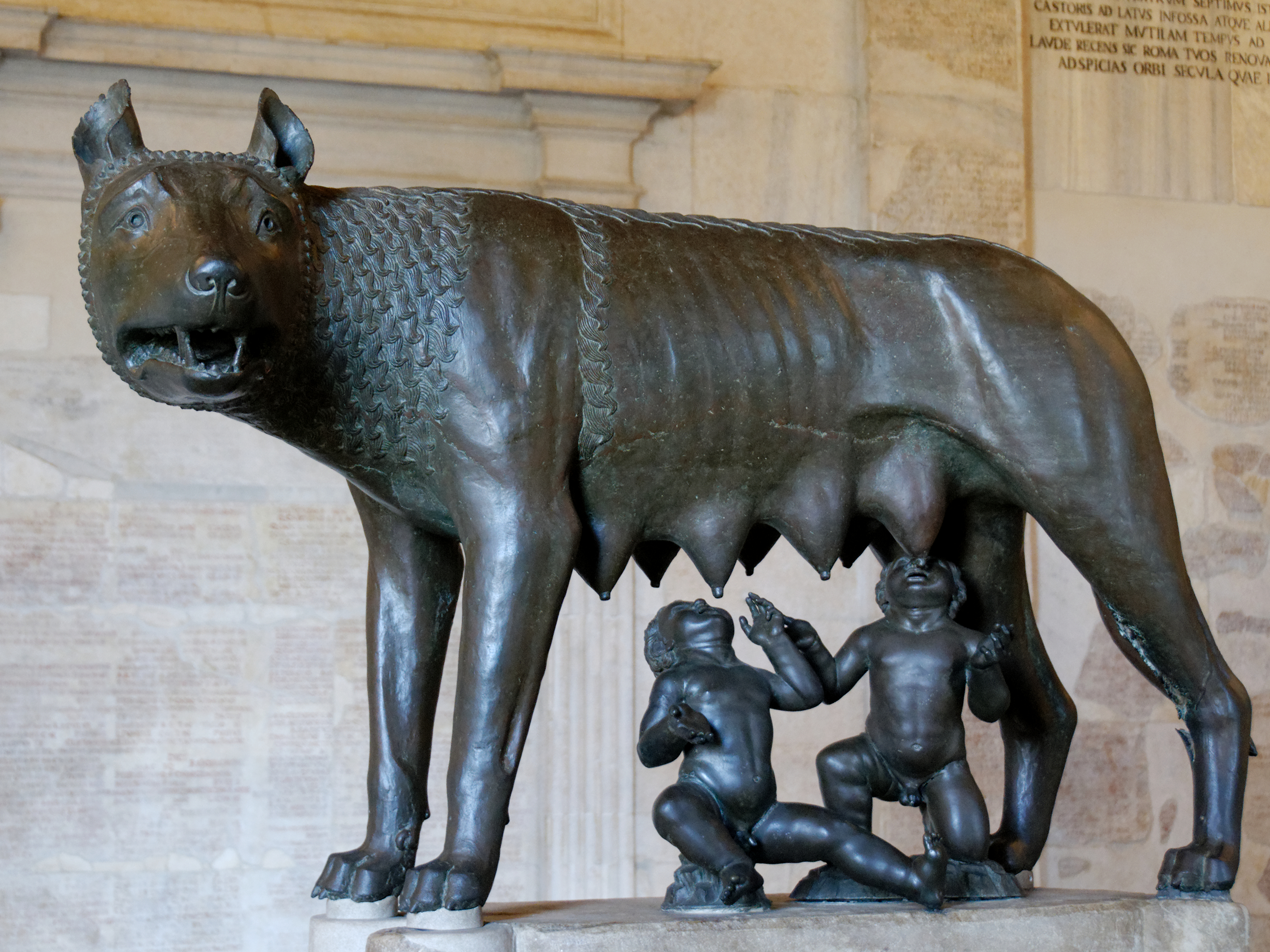
카피톨리나 늑대상

로물루스와 레무스(Romulus and Remus)는 로마의 전설에 등장하는 쌍둥이 형제인데, 형제 가운데 로물루스는 전설적 로마의 건국자이자 초대 왕이다. 로마 건국 신화에 따르면 로물로스와 레무스는 팔라티노 언덕에서 늑대가 길렀다고 한다. 아우구스투스를 시작으로 로마의 황제들이 여기에서 살기를 좋아했으며 그 궁전의 흔적이 아직까지 남아있다. 오늘날 일반적으로 잘 알려진 게 로마의 고역사가 파비우스 픽토르(Fabius Pictor)의 설에 의한 것이다.

## 로물루스와 레무스 탄생설화
파비우스의 설에 의한 로물루스와 레무스의 전설은 다음과 같다.

### 가계
트로이아 전쟁의 영웅 아이네아스의 후손은 로마의 남동쪽에 위치한 알바 롱가(Alba longa)라는 지역에 정착하여 살았다. 누미토르(Numitor)와 아물리우스 (Amulius)라는 형제는 씨족의 상속권을 놓고 다툼을 벌였다. 동생인 아물리우스는 누미토르의 장자권을 무시하고 무력을 써서 씨족의 우두머리가 된 후, 심지어 형의 딸 레아 실비아(Rhea Sivia, 혹은 일리아 Ilia)를 베스타 신전의 사제로 삼아 결혼을 못하게 함으로써 누미토르의 가계의 씨를 말리려고 하였다. 베스타 신전의 제사장은 성직자라는 종교적 위치덕분에 사회에서는 존경받았지만, 평생 동정과 신전의 불을 지킬 의무가 있었기 때문이다.

## 운명
가축을 치는 시종 파우스툴루스는 갓난아이들을 제거하라는 아물리우스의 명에 따라 쌍둥이를 바구니에 담아 테베레강에 띄워 보냈다. 한편 비탄에 잠긴 실비아는 테베레 강에 투신자살 하였다고 한다. 아이들을 실은 바구니는 얼마후 강가로 떠밀려가 멈추어 섰다. 때마침 근처에서 서성거리던 늑대 어미는 칭얼거리는 아이들에게 젖을 물렸으며, 그리고 딱따구리가 다른 먹을 것을 날아 주었다고 한다. 다른 전설에 따르면 파우스툴루스는 그의 처 라렌티아와 함께 아물리우스의 명을 거역하고 몰래 자신의 집에서 쌍둥이를 양육하였다고도 한다. 하여간 무사히 성장한 이들은 카피톨이라는 일곱개의 언덕에 도시를 건설했고, 이 도시가 고대 로마이다.

## 같이 보기
- 아세나
- 디오스쿠로이
- 라레스
- 카인과 아벨